# Washington Color Painters
Washington Color Painters, amerikansk konstnärsgrupp som lanserades 1965 genom en utställning med samma namn på Gallery of Modern Art i Washington D.C.. De är också kända som Washington Color School.
De huvudsakliga medlemmarna var Morris Louis och Kenneth Noland. Gruppen målade oftast i akryl på opreparerad duk och hade gemensamt intresset för färgernas möjligheter och inbördes förhållanden.